# Phyllogomphoides nayaritensis
Phyllogomphoides nayaritensis är en trollsländeart som beskrevs av Jean Belle 1987. Phyllogomphoides nayaritensis ingår i släktet Phyllogomphoides och familjen flodtrollsländor. IUCN kategoriserar arten globalt som livskraftig. Inga underarter finns listade i Catalogue of Life.